# Notre-Dame-d'Épine
Notre-Dame-d'Épine är en kommun i departementet Eure i regionen Normandie i norra Frankrike. Kommunen ligger i kantonen Brionne som tillhör arrondissementet Bernay. År 2022 hade Notre-Dame-d'Épine 69 invånare.

## Befolkningsutveckling
Antalet invånare i kommunen Notre-Dame-d'Épine
Referens:INSEE